# Kvalifikace na Mistrovství světa ve fotbale 1990 (CONCACAF)
Kvalifikace na Mistrovství světa ve fotbale 1990 zóny CONCACAF určila dva přímo postupující na Mistrovství světa ve fotbale 1990.
Kvalifikace zóny CONCACAF se hrála v rámci Mistrovství ve fotbale zemí CONCACAF 1989. Po odhlášení jednoho týmu se zúčastnilo 15 celků. Pětice nejlepších bylo nasazeno přímo do druhé fáze, zatímco desítka zbylých reprezentací se zúčastnila první fáze. První a druhá fáze se hrály vyřazovacím systémem doma a venku. Na závěrečný turnaj Mistrovství Severní, Střední Ameriky a Karibiku postoupila pětice týmů, která se zde utkala dvoukolově každý s každým doma a venku. První dva týmy následně postoupily na MS.

## První fáze
| Datum                         | Domácí            | Výsledek | Hosté             |
| ----------------------------- | ----------------- | -------- | ----------------- |
| 17. dubna 1988, Georgetown    | Guyana            | 0 – 4    | Trinidad a Tobago |
| 8. května 1988, Port of Spain | Trinidad a Tobago | 1 – 0    | Guyana            |

Trinidad a Tobago postoupil do druhé fáze po celkovém vítězství 5-0.
| Datum                       | Domácí    | Výsledek | Hosté     |
| --------------------------- | --------- | -------- | --------- |
| 30. dubna 1988, Havana      | Kuba      | 0 – 1    | Guatemala |
| 15. května 1988, San Marcos | Guatemala | 1 – 1    | Kuba      |

Guatemala postoupila do druhé fáze po celkovém vítězství 2-1.
| Datum                     | Domácí    | Výsledek | Hosté     |
| ------------------------- | --------- | -------- | --------- |
| 12. května 1988, Kingston | Jamajka   | 1 – 0    | Portoriko |
| 29. května 1988, San Juan | Portoriko | 1 – 2    | Jamajka   |

Jamajka postoupila do druhé fáze po celkovém vítězství 3-1.
| Datum                         | Domácí            | Výsledek       | Hosté             |
| ----------------------------- | ----------------- | -------------- | ----------------- |
| 19. června 1988, St. John's   | Antigua a Barbuda | 0 – 1          | Nizozemské Antily |
| 29. července 1988, Willemstad | Nizozemské Antily | 3 – 1 (prodl.) | Antigua a Barbuda |

Nizozemské Antily postoupily do druhé fáze po celkovém vítězství 4-1.
| Datum                          | Domácí    | Výsledek | Hosté     |
| ------------------------------ | --------- | -------- | --------- |
| 17. července 1988, San José    | Kostarika | 1 – 1    | Panama    |
| 31. července 1988, Panama City | Panama    | 0 – 2    | Kostarika |

Kostarika postoupila do druhé fáze po celkovém vítězství 3-1.

## Druhá fáze
| Datum                       | Domácí  | Výsledek | Hosté   |
| --------------------------- | ------- | -------- | ------- |
| 24. července 1988, Kingston | Jamajka | 0 – 0    | USA     |
| 13. srpna 1988, Saint Louis | USA     | 5 – 1    | Jamajka |

USA postoupily na Mistrovství Severní, Střední Ameriky a Karibiku díky celkovému vítězství 5-1.
| Datum                         | Domácí    | Výsledek | Hosté     |
| ----------------------------- | --------- | -------- | --------- |
| 9. října 1988, Guatemala City | Guatemala | 1 – 0    | Kanada    |
| 15. října 1988, Vancouver     | Kanada    | 3 – 2    | Guatemala |

Celkové skóre dvojzápasu bylo 3-3. Guatemala postoupila na Mistrovství Severní, Střední Ameriky a Karibiku díky více vstřeleným brankám na hřišti soupeře.
| Datum                           | Domácí            | Výsledek | Hosté             |
| ------------------------------- | ----------------- | -------- | ----------------- |
| 30. října 1988, Port of Spain   | Trinidad a Tobago | 0 – 0    | Honduras          |
| 13. listopadu 1988, Tegucigalpa | Honduras          | 1 – 1    | Trinidad a Tobago |

Celkové skóre dvojzápasu bylo 1-1. Trinidad a Tobago postoupil na Mistrovství Severní, Střední Ameriky a Karibiku díky více vstřeleným brankám na hřišti soupeře.
| Datum                        | Domácí            | Výsledek | Hosté             |
| ---------------------------- | ----------------- | -------- | ----------------- |
| 1. října 1988, Willemstad    | Nizozemské Antily | 0 – 1    | Salvador          |
| 16. října 1988, San Salvador | Salvador          | 5 – 1    | Nizozemské Antily |

Salvador postoupil na Mistrovství Severní, Střední Ameriky a Karibiku díky celkovému vítězství 6-1.
- Mexiko bylo diskvalifikováno kvůli tomu, že za něj v kvalifikaci na juniorské mistrovství nastoupili starší hráči než bylo povoleno.  Kostarika tím pádem postoupila bez boje.

## Závěrečný turnaj
| Poř. | Tým               | Z | V | R | P | VG | IG | +/- | B  |
| ---- | ----------------- | - | - | - | - | -- | -- | --- | -- |
| 1    | Kostarika         | 8 | 5 | 1 | 2 | 10 | 6  | 4   | 11 |
| 2    | USA               | 8 | 4 | 3 | 1 | 6  | 3  | 3   | 11 |
| 3    | Trinidad a Tobago | 8 | 3 | 3 | 2 | 7  | 5  | 2   | 9  |
| 4    | Guatemala         | 6 | 1 | 1 | 4 | 4  | 7  | -3  | 3  |
| 5    | Salvador          | 6 | 0 | 2 | 4 | 2  | 8  | -6  | 2  |

| Datum                             | Domácí            | Výsledek | Hosté             |
| --------------------------------- | ----------------- | -------- | ----------------- |
| 19. března 1989, Guatemala City   | Guatemala         | 1 – 0    | Kostarika         |
| 2. dubna 1989, San José           | Kostarika         | 2 – 1    | Guatemala         |
| 16. dubna 1989, San José          | Kostarika         | 1 – 0    | USA               |
| 30. dubna 1989, Torrance          | USA               | 1 – 0    | Kostarika         |
| 13. května 1989, Torrance         | USA               | 1 – 1    | Trinidad a Tobago |
| 28. května 1989, Port of Spain    | Trinidad a Tobago | 1 – 1    | Kostarika         |
| 11. června 1989, San José         | Kostarika         | 1 – 0    | Trinidad a Tobago |
| 17. června 1989, New Britain      | USA               | 2 – 1    | Guatemala         |
| 25. června 1989, San Salvador     | Salvador          | 2 – 4*   | Kostarika         |
| 16. července 1989, San José       | Kostarika         | 1 – 0    | Salvador          |
| 30. července 1989, Port of Spain  | Trinidad a Tobago | 2 – 0    | Salvador          |
| 13. srpna 1989, Tegucigalpa       | Salvador          | 0 – 0    | Trinidad a Tobago |
| 20. srpna 1989, Guatemala City    | Guatemala         | 0 – 1    | Trinidad a Tobago |
| 3. září 1989, Port of Spain       | Trinidad a Tobago | 2 – 1    | Guatemala         |
| 17. září 1989, Tegucigalpa        | Salvador          | 0 – 1    | USA               |
| 8. října 1989, Guatemala City     | Guatemala         | 0 – 0    | USA               |
| 5. listopadu 1989, Fenton         | USA               | 0 – 0    | Salvador          |
| 19. listopadu 1989, Port of Spain | Trinidad a Tobago | 0 – 1    | USA               |

(*) Zápas nebyl dohrán, ale výsledek byl započítán.
Dva zápasy mezi Guatemalou a Salvadorem se již z finančních důvodů nehrály, protože již ani jeden z těchto dvou týmů nemohl postoupit.
Týmy Kostarika a USA postoupily na Mistrovství světa ve fotbale 1990.